# 西科尔斯基环形山
西科尔斯基环形山(Sikorsky)是位于月球背面南半部一座古老的大撞击坑，约形成于39.2-38.5亿年前的酒海纪，其名称取自俄裔美籍航空先驱，著名飞机和直升机设计师伊戈尔·伊万诺维奇·西科尔斯基(1889年－1972年)，1979年被国际天文学联合会批准接受。

## 描述
该环形山位于从地球上看不到的月球东南侧边沿后。西北靠近小陨石坑莫尔顿环形山、西南毗邻韦克斯勒环形山、东南方则坐落了被广袤平原包围着的薛定谔环形山。该陨坑中心月面坐标为65°53′S 103°39′E / 65.89°S 103.65°E，直径97.67公里，深度约2.85公里。
1967年月球轨道器4号拍摄了这一地区的高清照片，在西科斯基环形山中间发现了一条贯穿其中长达310公里的切沟。因该线状特征正对着向薛定谔环形山，并因此被命名为薛定谔月谷。
西科尔斯基环形山本身已严重侵蚀，其边缘也已磨损，其中东北侧几乎已完全损毁，而西侧被一座较小但更古老的陨石坑所环绕，除薛定谔月谷外，还有一条较小的裂隙从东南方切入到陨坑的东侧边缘，沿环形山的东、东北和西北边沿分布着一些较小的陨石坑。
西科尔斯基环形山被薛定谔月谷一分为二，坑内地表相对平坦而无特色，稀疏地点缀着少量更小的陨坑；在靠近中心点附近，是一座外形几乎呈完美碗状的卫星陨石坑-"西科尔斯基 Q"，它从西侧切入进薛定谔月谷中。

## 卫星陨石坑
按惯例，通过在最靠近西科尔斯基环形山的卫星陨坑中心点旁放置字母，以在月图上标示它们。

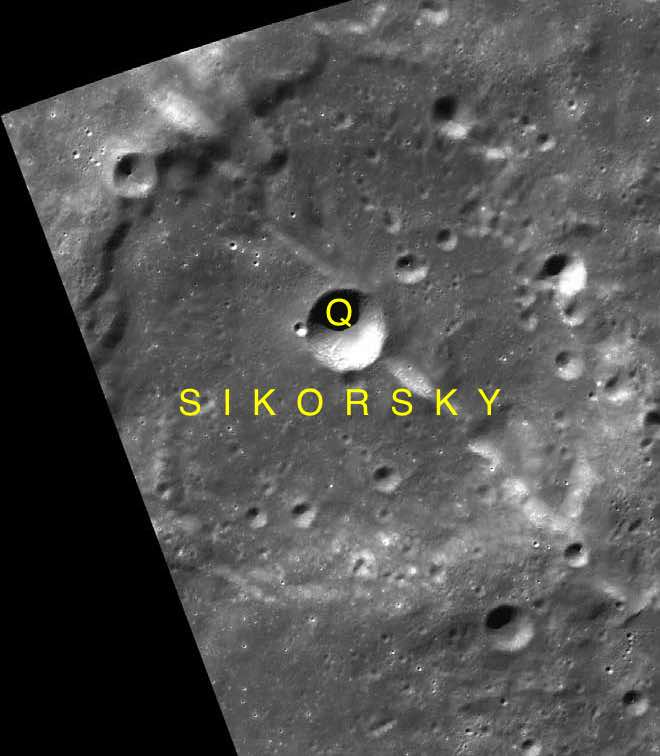
LAC-140 区域图

| 西科尔斯基环形山 | 月面坐标                            | 直径, 公里 |
| ---------------- | ----------------------------------- | ---------- |
| Q                | 65°47′S 103°27′E / 65.79°S 103.45°E | 14         |